# Освобождённый мир (фильм)
Освобождённый мир (англ. The World Set Free) — двенадцатый эпизод американского документального телевизионного шоу «Космос: пространство и время». Премьера эпизода состоялась 1 июня 2014 года на телеканале Fox, а 2 июня 2014 года — на телеканале National Geographic Channel. В качестве режиссёра эпизода выступил Брэннон Брага, сценарий был написан Энн Друян и Стивеном Сотером. В центре сюжета данного эпизода находится явление парникового эффекта (открытого Жаном Батистом Фурье и Сванте Аррениусом), его причины, и доказательства существования глобального потепления, возникшего под влиянием различного рода деятельности человека. Также Тайсон описывает планету Венера, в качестве наглядного примера парникового эффекта, и возможное использование альтернативных источников энергии, чтобы этого избежать. Название эпизода отсылает к роману Герберта Уэллса «Мир освобождённый» (1914), в котором писатель предсказал появление ядерного оружия, глобальную войну с его использованием, а впоследствии, когда разрушительная мощь оружия заставила мир пробудиться, люди в его романе обратились к мирному использованию атомной энергии.

## Сюжет
В центре эпизода находятся изучение глобального потепления и выяснение причин парникового эффекта. Тайсон в качестве наглядного примера выбирает обширную историю планеты Венера; согласно ряду исследований Венеры, когда-то она была очень похожа на Землю — на ней были океаны и материки, а также кислородная атмосфера — но увеличившаяся вулканическая активность вызвала значительное повышение уровня содержания углекислого газа в атмосфере, в результате чего Венеру накрыло плотным слоем облаков, температура на планете повысилась, а океаны выкипели.
После этого Тайсон рассказывает о том, что свойства углекислого газа таковы, что увеличение его концентрации в атмосфере вызовет изменение климата, и официально доказано, что с начала XX века уровень его содержания в атмосфере неизменно растёт. Несмотря на возражения, было также доказано при помощи уникальной изотопной подписи этого диоксида углерода, что повышение вызвано не природными явлениями вроде извержений вулканов, а использованием нефти, угля и природного газа в качестве топлива. В результате средняя температура на Земле поднялась, что вызвало положительную обратную связь и таяние полярных ледников.
Далее Тайсон рассуждает об альтернативных источниках топлива. Так, он рассказывает о солнечном генераторе, изобретённом Огюстом Мушо в XIX веке, и солнечно-паровом генераторе Фрэнка Шумана; из-за дешевизны и простоты использования угля и нефти эти изобретения не нашли широкого применения, ещё долго оставаясь «необычными игрушками». На сегодняшний день солнечные и ветряные электростанции можно встретить во многих точках мира, и получение энергии от них может обеспечить человечество надолго. В конце концов Тайсон сравнивает сложность перехода на экологически чистые источники энергии с усилиями, которые были приложены во время Космической гонки, и делает вывод, что человечеству ещё не поздно изменить свой курс.

## Рейтинг
Премьеру эпизода в прямом эфире на канале Fox посмотрело 3,52 миллиона зрителей. При этом рейтинг эпизода в возрастной категории 18-49 составил 1,3/4. В результате эпизод занял третье и последнее место среди эпизодов своего таймблока, уступив эпизодам телесериалов «Верь» и «Хорошая жена», и десятое место среди пятнадцати премьер той же ночи.